# Магомедов, Хабиб Сиражудинович
Хабиб Сиражудинович Магомедов (25 июля 1958, с. Чадаколоб, Тляратинский район, Дагестанская АССР, РСФСР, СССР) — советский дзюдоист, советский и российский тренер по дзюдо. Заслуженный тренер России. Вице-президент Федерации дзюдо Республики Дагестан.

## Биография
Родился 25 июля 1958 года в селе Чадаколоб Тляратинского района. После окончания средней школы в поступил в Дагестанский педагогический институт на факультет физического воспитания. Будучи студентом факультета начал заниматься дзюдо под руководством Абдулгаджи Баркалаева. Закончив учебу в педагогическом институте Хабиб решает посвятить себя тренерской работе и в 1985 году приезжает в Кизилюрт, где становится первым основателем дзюдо в городе. С января 2002 года было принято в Кизилюрте открыть отдельную школу по дзюдо при Министерстве по физической культуре и спорта Республики Дагестан, которую он сам возглавил. 26 июня 2003 года ему было присвоено звание заслуженный тренер России. Председатель дисциплинарной комиссии Федерации дзюдо Республики Дагестан.

## Известные воспитанники
- Гаджимагомедов, Муслим Замиалиевич — чемпион России;
- Муслимов, Гаджимурад Хабибулаевич — чемпион России;
- Гаджиев, Руслан — призёр чемпионата России;